# 郡上市立大和西小学校
郡上市立大和西小学校 （ぐじょうしりつ やまとにししょうがっこう）は、かつて岐阜県郡上市大和町にった公立小学校。
2024年、郡上市大和町の4つの小学校（大和北小学校・大和第一北小学校、大和西小学校、大和南小学校）を統合。郡上市立大和小学校の新設により廃校。

## 通学区域
- 通学区域は島、落部、河辺の一部である。公立中学校の進学先は郡上市立大和中学校である[1]。

## 沿革
- 1873年（明治6年） - 島馬場村[2]に島庭義校が開校。
- 1875年（明治8年） - 落部、福田、野口に分教場を設置[3]。
- 1886年（明治19年） - 
  - 島庭学校が島簡易科小学校に改称する。
  - 落部分教場が独立し、落部簡易科小学校となる。
- 1893年（明治26年） - 島簡易科小学校が島尋常小学校に改称する。
- 1897年（明治30年） - 
  - 名皿部村、有坂村、島村、落部村と合併し西川村が発足。
  - 落部簡易科小学校が島尋常小学校に統合され、落部分教場となる。
- 1898年（明治31年） - 内ヶ谷冬季分教場を設置する。
- 1902年（明治35年） - 島尋常小学校が西川尋常高等小学校に改称する。
- 1905年（明治38年） - 名皿部尋常小学校が西川尋常高等小学校に統合され、名皿部分教場となる。
- 1909年（明治42年） - 農業補習学校を付設する。福田分教場を設置する。
- 1911年（大正元年） - 現在地に移転。福田分教場を廃止。
- 1926年（大正15年） - 青年訓練所を付設。
- 1935年（昭和10年） - 農業青年学校を付設。
- 1941年（昭和16年）4月1日 - 西川国民学校に改称する。
- 1947年（昭和22年）4月1日 - 西川村立西川小学校に改称する。当初は西川村立西川中学校[4]との併設校。
- 1955年（昭和30年）3月28日 - 西川村、弥富村、山田村が合併し、大和村が発足。同時に大和村立西川小学校に改称する。
- 1956年（昭和31年） - 大和村立西小学校に改称する。
- 1958年（昭和33年） - 名皿部分校が大和村立北小学校に移り、大和村立北小学校名皿部分校となる。
- 1959年（昭和34年） - 内ヶ谷第二分校を開設。
- 1962年（昭和37年）4月1日 - 大和村と八幡町とで境界変更。うち島地区の一部が八幡町に編入され、一部の児童が転出する。
- 1968年（昭和43年） - 併設の西中学校が統合で大和村立大和中学校が新設されることとなり、西川小学校は単独校となる。
- 1971年（昭和46年） - 内ヶ谷第一分校、内ヶ谷第二分校を廃止。
- 1974年（昭和49年） - 落部分校を廃止。
- 1984年（昭和59年） - 新校舎（鉄筋コンクリート造）、体育館が完成。
- 1985年（昭和60年）11月1日 - 町制施行により大和町となる。同時に大和町立西小学校に改称する。
- 2004年（平成16年）
  - 2月 - 大和町立大和西小学校に改称する。
  - 3月1日 - 八幡町、白鳥町、大和町、高鷲村、美並村、明宝村、和良村と合併し、郡上市が発足。同時に郡上市立大和西小学校に改称する。
- 2024年（令和6年）
  - 3月23日 - 閉校式を行う[5]。
  - 3月31日 - 廃校。